# Église Saint-Nicolas d'Ottembourg
L'église Saint-Nicolas (Sint-Niklaaskerk en néerlandais) est une église de style néo-classique située à Ottembourg (Ottenburg), section de la commune belge de Huldenberg, en Brabant flamand.

## Historique
L'église est classée monument historique depuis le 19 décembre 2014  et figure à l'Inventaire du patrimoine immobilier de la Région flamande sous la référence 43317.

## Architecture
|  |  |